# Henning Rydén
Henning Rydén, född 21 januari 1869 i Asarum, Blekinge, död i december 1938 i Columbus, Ohio, USA, var en svensk-amerikansk medaljgravör, skulptör och målare.
Han var son till folkskolläraren Johan Arvid Rydén och Johanna Sofia Malmquist. Rydén kom tidigt i gravyrlära i Stockholm varefter han fortsatte sin utbildning i Köpenhamn. På fritiden studerade han konst och han fortsatte sina konststudier efter att han utvandrade till Amerika 1891 där han studerade vid Art Institute of Chicago. Vid världsutställningen i Chicago 1893 ställde han ut en serie medaljer över USA:s presidenter. Han fortsatte sina konststudier i London och Paris innan han bosatte sig i Chicago där han arbetade med medaljer, porträtter och plaketter. Omkring sekelskiftet övergick han emellertid nästan helt till bildkonsten. Han medverkade i ett stort antal amerikanska utställningar och han var representerad vid den svensk-amerikanska utställningen i Göteborg 1923. Hans bildkonst består till stor del av landskapsmålningar. De sista tio åren av sitt liv var han bosatt i Columbus. Rydén finns representerad vid American Numismatic Societys museum i New York.